# Veneri rosse
Veneri rosse (Slightly Scarlet) è un film del 1956 diretto da Allan Dwan.
Basato sul romanzo del 1942 Love's Lovely Counterfeit di James M. Cain, è un film noir statunitense con John Payne, Rhonda Fleming e Arlene Dahl.

## Trama
Un tenebroso magnate e un criminale si contendono la carica da sindaco di una città californiana. Due sorelle, una ninfomane e malata di cleptomania, innamorate di entrambi, finiscono anch'esse nel vortice della corruzione.

## Produzione
Il film, diretto da Allan Dwan su una sceneggiatura di Robert Blees con il soggetto di James M. Cain (autore del romanzo), fu prodotto da Benedict Bogeaus e dalla RKO Radio Pictures per la Benedict Bogeaus Production da metà luglio a fine luglio 1955. Il film doveva originariamente essere diretto da George Moses.

## Distribuzione
Il film fu distribuito con il titolo Slightly Scarlet negli Stati Uniti dal 29 febbraio 1956 dalla RKO Radio Pictures.
Altre distribuzioni:
- in Portogallo il 14 agosto 1956 (O Anjo Escarlate)
- in Francia il 31 agosto 1956 (Deux rouquines dans la bagarre)
- in Messico il 12 settembre 1956 (Piedra de escándalo)
- in Svezia il 22 ottobre 1956 (Gangstervälde)
- in Germania Ovest il 30 novembre 1956 (Straße des Verbrechens)
- in Austria nel 1957 (Straße des Verbrechens)
- in Finlandia il 24 maggio 1957 (Punainen jälki)
- in Danimarca il 28 maggio 1958 (Pigen fra fængslet)
- in Spagna il 1º giugno 1959 (Ligeramente escarlata)
- in Brasile (O Poder do Ódio)
- in Grecia (Oi gynaikes den einai angeloi)
- in Italia (Veneri rosse)

### Critica
Secondo il Morandini "Dahl ruba spesso le scene a tutti". Secondo Leonard Maltin il film è un "efficace studio sulla corruzione nella metropoli".

### Promozione
Le tagline sono:
- "James M. Cain's scorchingly frank expose of the operators behind big-city graft ".
- "Out of the shadows of a vice-ridden city comes James M. Cain's most explosive drama! ".